# Corydalis ambigua
Corydalis ambigua là một loài thực vật có hoa trong họ Anh túc. Loài này được Cham. & Schltdl. mô tả khoa học đầu tiên năm 1826.

## Hình ảnh

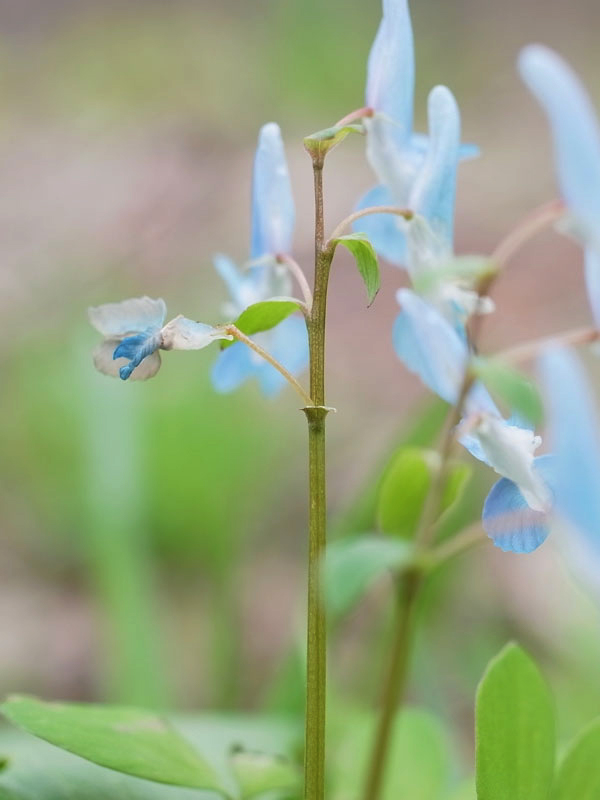
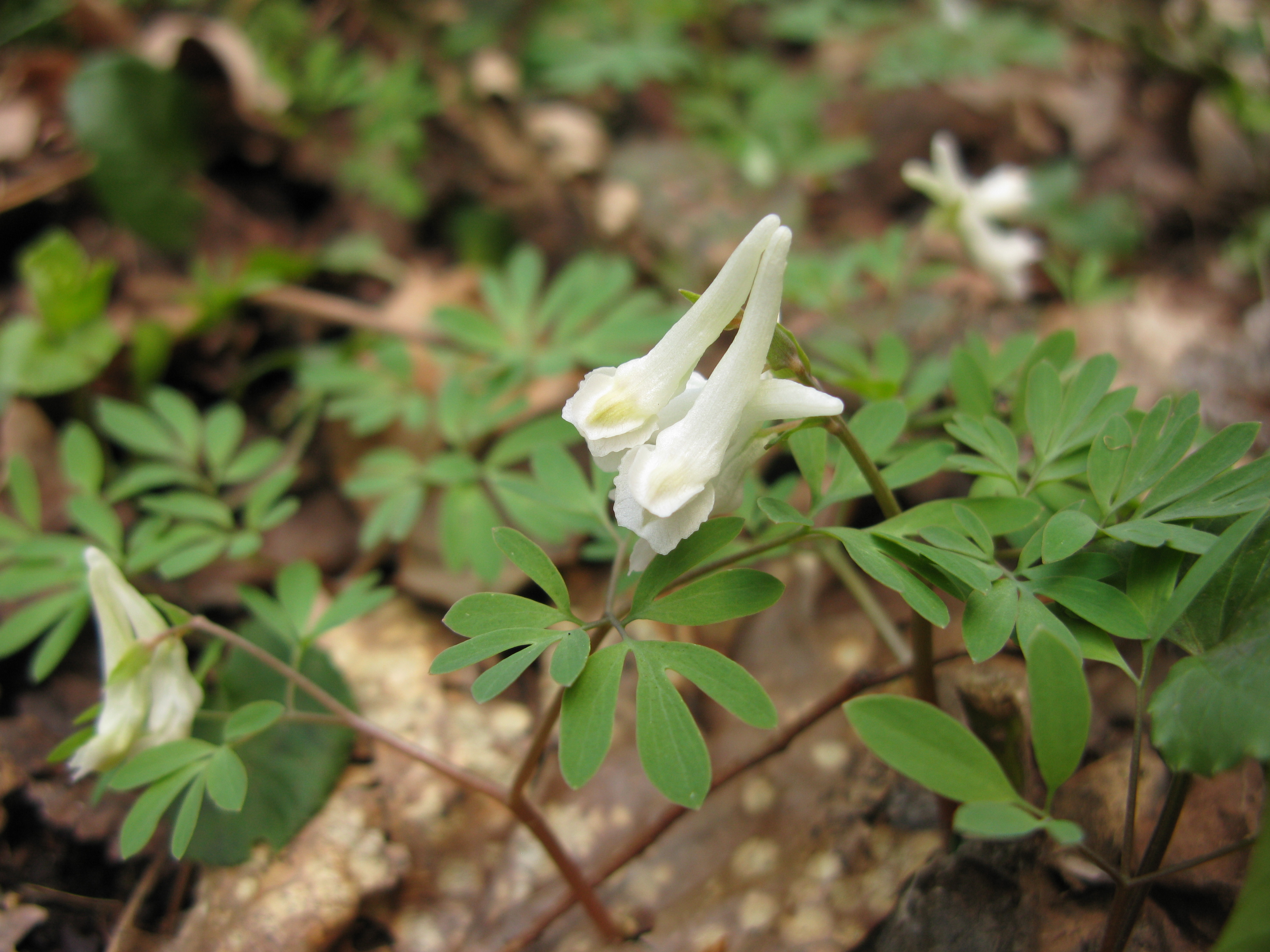